# Creuzier-le-Neuf
 Creuzier-le-Neuf  là một xã ở tỉnh Allier thuộc miền trung nước Pháp.